# Liste de jeux Jaguar

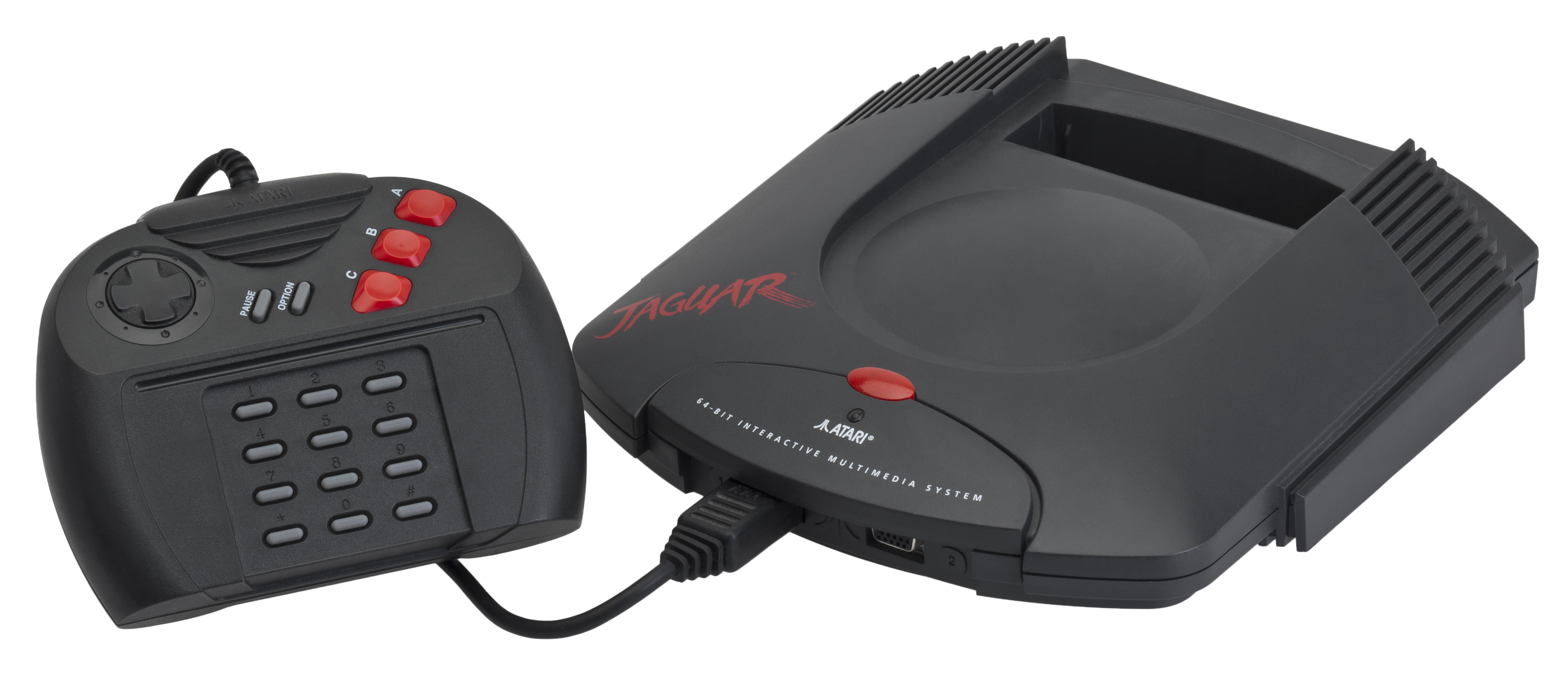
Console Jaguar d'Atari.

Liste des jeux vidéo sortis sur Jaguar, comprenant également les jeux sortis sur Jaguar CD, organisés alphabétiquement par nom.
Au total, 63 titres sont sortis officiellement sur cette console, dont 13 sur Jaguar CD.
- Haut – A
- B
- C
- D
- E
- F
- G
- H
- I
- J
- K
- L
- M
- N
- O
- P
- Q
- R
- S
- T
- U
- V
- W
- X
- Y
- Z

## A
- AirCars
- Alien vs. Predator
- Another World
- Atari Karts
- Attack of the Mutant Penguins

## B
- Baldies (CD)
- Battlemorph (CD)
- BattleSphere
- Blancs ne savent pas sauter, Les
- Blue Lightning (CD)
- Brain Dead 13 (CD)
- Breakout 2000
- Brutal Sports Football
- Bubsy in: Fractured Furry Tales

## C
- Cannon Fodder
- Checkered Flag
- Club Drive
- Custodian
- Cybermorph

## D
- Defender 2000
- Doom
- Double Dragon V: The Shadow Falls
- Dragon's Lair (CD)
- Dragon: The Bruce Lee Story

## E
- Evolution: Dino Dudes

## F
- Fever Pitch Soccer
- Fight for Life
- Flashback: The Quest for Identity
- Flip Out!
- Frog Feast

## H
- Fever Pitch Soccer
- Highlander: The Last of the MacLeods (CD)
- Hover Strike
  - Hover Strike: Unconquered Lands (CD)
- Hyper Force

## I
- I-War
- Impossamole (en)
- International Sensible Soccer
- Iron Soldier
- Iron Soldier 2 (CD / cartouche)

## K
- Kasumi Ninja

## M
- Missile Command 3D
- Myst (CD)

## N
- NBA Jam: Tournament Edition

## P
- Pinball Fantasies
- Pitfall: The Mayan Adventure
- Power Drive Rally
- Primal Rage (CD)
- Protector

## R
- Raiden
- Rayman
- Robinson's Requiem (CD)
- Ruiner Pinball

## S
- Sensible Soccer: European Champions
- Skyhammer
- Soccer Kid
- Space Ace (CD)
- Super Burnout
- Supercross 3D
- Switchblade
- Syndicate

## T
- Tempest 2000
- Theme Park
- Total Carnage
- Towers II: Plight of the Stargazer
- Trevor McFur in the Crescent Galaxy
- Troy Aikman NFL Football

## U
- Ultra Vortek

## V
- Val d'Isère Skiing and Snowboarding
- Vid Grid (CD)

## W
- Wolfenstein 3D
- World Tour Racing (CD)
- Worms

## X
- Xenon 2: Megablast

## Z
- Zero 5
- Zool 2
- Zoop

- Haut – A
- B
- C
- D
- E
- F
- G
- H
- I
- J
- K
- L
- M
- N
- O
- P
- Q
- R
- S
- T
- U
- V
- W
- X
- Y
- Z

## Source
- (en) Atari Jaguar Rarity Guide